# Potemnemus lima
Potemnemus lima är en skalbaggsart som beskrevs av Francis Polkinghorne Pascoe 1866. Potemnemus lima ingår i släktet Potemnemus och familjen långhorningar. Inga underarter finns listade i Catalogue of Life.